# ...e noi amiamoci
...e noi amiamoci è un album del cantautore italiano Sergio Endrigo, pubblicato dall'etichetta discografica Fonit Cetra nel 1981.
L'album è prodotto da Sergio Bardotti, che cura gli arrangiamenti di tutti i brani eccetto Trieste, di cui si occupa Ruggero Cini.

## Tracce

### Lato A
1. Mille lire
2. Amiamoci
3. Trasloco
4. Trieste
5. Ciao poeta

### Lato B
1. Se il primo maggio a Mosca
2. Rosamarea
3. Che importa (Se qualcosa non va)
4. Provincia
5. Inventario

## Formazione
- Sergio Endrigo – voce, chitarra classica
- Tiziano Barbieri – basso
- Fio Zanotti – tastiera, fisarmonica
- Jimmy Villotti – chitarra acustica, chitarra elettrica
- Mauro Gherardi – batteria, percussioni
- Ricky Portera – steel guitar
- Euro Ferrari – sintetizzatore, fagotto
- Dario Rinaldi – basso
- Alfonso Vieira – percussioni
- Juan Carlos Biondini – chitarra acustica, chitarra elettrica
- Sergio Bardotti – pianoforte
- Eros Drusiani – chitarra classica
- Mauro Banchelli – chitarra classica
- Giancarlo Ferri – violino
- Paolo Cardini – oboe
- Alan King – sassofono contralto